# All-NBA Team 1946-1950
Cestisti inseriti nell'All-NBA Team per il periodo 1946-1950 (dal 1946-1947 al 1948-1949 i quintetti erano denominati All-BAA Team).

## Elenco
|  | Membri del Naismith Memorial Basketball Hall of Fame |

| Stagione  |                   |                        |                    |                         |
| Stagione  | 1º quintetto      | 1º quintetto           | 2º quintetto       | 2º quintetto            |
| Stagione  | Giocatore         | Squadra                | Giocatore          | Squadra                 |
| --------- | ----------------- | ---------------------- | ------------------ | ----------------------- |
| 1946-1947 | Joe Fulks         | Philadelphia Warriors  | Ernie Calverley    | Providence Steamrollers |
| 1946-1947 | Bob Feerick       | Washington Capitols    | Frankie Baumholtz  | Cleveland Rebels        |
| 1946-1947 | Stan Miasek       | Detroit Falcons        | John Logan         | St. Louis Bombers       |
| 1946-1947 | Bones McKinney    | Washington Capitols    | Chick Halbert      | Chicago Stags           |
| 1946-1947 | Max Zaslofsky     | Chicago Stags          | Fred Scolari       | Washington Capitols     |
| 1947-1948 | Joe Fulks (2)     | Philadelphia Warriors  | John Logan (2)     | St. Louis Bombers       |
| 1947-1948 | Max Zaslofsky (2) | Chicago Stags          | Carl Braun         | New York Knicks         |
| 1947-1948 | Ed Sadowski       | Boston Celtics         | Stan Miasek (2)    | Detroit Falcons         |
| 1947-1948 | Howie Dallmar     | Philadelphia Warriors  | Fred Scolari (2)   | Washington Capitols     |
| 1947-1948 | Bob Feerick (2)   | Washington Capitols    | Buddy Jeannette    | Baltimore Bullets       |
| 1948-1949 | George Mikan      | Minneapolis Lakers     | Arnie Risen        | Rochester Royals        |
| 1948-1949 | Joe Fulks (3)     | Philadelphia Warriors  | Bob Feerick (3)    | Washington Capitols     |
| 1948-1949 | Bob Davies        | Rochester Royals       | Bones McKinney (2) | Washington Capitols     |
| 1948-1949 | Max Zaslofsky (3) | Chicago Stags          | Kenny Sailors      | Providence Steamrollers |
| 1948-1949 | Jim Pollard       | Minneapolis Lakers     | John Logan (3)     | St. Louis Bombers       |
| 1949-1950 | George Mikan (2)  | Minneapolis Lakers     | Frankie Brian      | Anderson Packers        |
| 1949-1950 | Jim Pollard (2)   | Minneapolis Lakers     | Fred Schaus        | Fort Wayne Pistons      |
| 1949-1950 | Alex Groza        | Indianapolis Olympians | Dolph Schayes      | Syracuse Nationals      |
| 1949-1950 | Bob Davies (2)    | Rochester Royals       | Al Cervi           | Syracuse Nationals      |
| 1949-1950 | Max Zaslofsky (4) | Chicago Stags          | Ralph Beard        | Indianapolis Olympians  |